# 白虎山摩崖题刻
白虎山摩崖题刻，位于江苏省连云港市海州区，是中华人民共和国江苏省文物保护单位之一。
1995年4月19日，授予江苏省文物保护单位，是一座石刻。